# Будет больно
«Будет больно» (англ. This Is Going to Hurt) — британский медицинский комедийно-драматический мини-сериал, созданный писателем Адамом Кеем на основе его мемуаров. Сюжет посвящён жизни группы врачей-практикантов, работающих в отделении акушерства и гинекологии больницы Национальной службы здравоохранения. Он описывает их профессиональную и личную жизнь и исследует эмоциональные последствия работы в стрессовой среде. Сюжет сконцентрирован на историях Адама Кея (Бен Уишоу) и Шрути Ачарьи (Амбика Мод), которые поднимаются по служебной лестнице больницы. Премьера сериала состоялась 8 февраля 2022 года на канале BBC One, в США проект транслировался на AMC+ со 2 июня. Сериал был высоко оценён кинокритиками.

## Сюжет
Действие происходит в Лондоне в 2006 году. Сюжет сконцентрирован на быте коллектива врачей-практикантов из отделения акушерства и гинекологии, расположенном в больнице Национальной службы здравоохранения. Он исследует эмоциональное воздействие работы на персонал в условиях стрессовых ситуаций, а также личную жизнь врачей и их взаимоотношения.

## В ролях
- Бен Уишоу — Адам Кей
- Амбика Мод[англ.] —  Шрути Ачарьи
- Алекс Дженнингс — Найджел Локхарт
- Мишель Остин[англ.] — Трейси
- Рори Флек Бирн[англ.] — Гарри Мьюир
- Эшли Макгуайр[англ.] — Вики Хоутон
- Кадифф Кирван[англ.] — Джулиан
- Гарриет Уолтер — Вероника

## Производство

### Разработка
В сентябре 2017 года было объявлено, что компания Sister Pictures приобрела права на книгу This Is Going to Hurt Адама Кея для телеадаптации, в которой автор должен был выступить в качестве сценариста и исполнительного продюсера. Наряду с Кеем исполнительными продюсерами проекта были назначены Наоми де Пир и Кэти Карпентер. По словам Пир, сериал был крайне важен: «Национальная служба здравоохранения — словно величественный колосс, и крайне важно, чтобы эта история была рассказана сейчас». В июне 2018 года было объявлено, что BBC заказало восьмисерийный мини-сериал, а AMC выступит сопродюсером. В дальнейшем количество эпизодов было сокращено до семи. Режиссёром первых четырёх серий была назначена Люси Форбс, остальные три снял Том Кингсли. В декабре 2021 года было объявлено, что BBC решила транслировать сериал на BBC One вместо BBC Two. Премьера шоу состоялась 8 февраля 2022 года.
Саундтрек к шоу был написан Джарвисом Кокером (и исполнен его группой Jarv Is), который назвал его «нашей любовной одой Национальной службе здравоохранения Великобритании (NHS)». В каждом эпизоде сериала есть как минимум одна песня на слова музыканта. В марте 2022 года лейбл Rough Trade Records выпустил саундтрек на отдельном альбоме в цифровом формате. Виниловое издание альбома вышло в октябре 2022 года.

### Кастинг
В июне 2020 года Бен Уишоу получил главную роль в проекте. Представитель BBC Венгер заявил, что это «свидетельствовало о качестве» сценария. Макдермотт, сопрезидент AMC Studios, был «в восторге» от того, что заручился поддержкой такого «признанного таланта». Ранее на роль Шрути Ачарьи была утверждена Амбика Мод. По словам актрисы, прочитав первую серия она почувствовала, что эта роль «предназначена» для неё. В июне 2021 года был объявлен остальной актёрский состав. Мишель Остин сыграла остроумную акушерку по имени Трейси, Кадифф Кирван — Джулиана, соперника Адама по работе, Эшли Макгуайр получила роль консультанта Вики Хоутон, а Алекс Дженнингс — консультанта Найджела Локхарта, босса Адама. Бойфренда Адама, Гарри Мьюира, сыграл Рори Флек Бирн, а Гарриет Уолтер появилась в роли его матери — Вероники. В свою очередь Том Дюрант-Причард отметился в роли лучшего друга Адама — Грега.
В сентябре 2021 года Майкл Уоркай сообщил, что поучаствовал в съёмках сериала. Он заявил, что работать с Уишоу и Кеем было его «мечтой». В ноябре 2021 года о своём участии в проекте объявила Джози Уокер. В числе других актёров сериала отметились Джеймс Корриган (Велли) и Элис Орр-Юинг (Эмма). Эпизодическую роль вышибалы в ночном клубе сыграл известный британский трансвестит — дрэг-квин Вивьен.
Съёмки проходили с февраля по в июнь 2021 года. В различных сценах персонажи Адам и Шрути ломают четвёртую стену и напрямую обращаются к зрителям. Сцены внутри больницы снимались в госпитале Илинг.

## Список эпизодов
| № | Название   | Режиссёр    | Автор сценария | Дата премьеры   | Зрители U.K. (млн) |
| - | ---------- | ----------- | -------------- | --------------- | ------------------ |
| 1 | «Эпизод 1» | Люси Форбс  | Адам Кей       | 8 февраля 2022  | 6.10               |
| 2 | «Эпизод 2» | Люси Форбс  | Адам Кей       | 15 февраля 2022 | 5.02               |
| 3 | «Эпизод 3» | Люси Форбс  | Адам Кей       | 22 февраля 2022 | 4.40               |
| 4 | «Эпизод 4» | Люси Форбс  | Адам Кей       | 28 февраля 2022 | 4.23               |
| 5 | «Эпизод 5» | Том Кингсли | Адам Кей       | 8 марта 2022    | 4.16               |
| 6 | «Эпизод 6» | Том Кингсли | Адам Кей       | 15 марта 2022   | 4.42               |
| 7 | «Эпизод 7» | Том Кингсли | Адам Кей       | 22 марта 2022   | 4.13               |

## Отзывы критиков
Сериал был высоко оценён профильными изданиями, его рейтинг на сайте-агрегаторе рецензий Rotten Tomatoes составляет 95% на основе 43 обзоров со средней оценкой 9/10. Консенсус критиков гласит: «Самоотдача Бена Уишоу, играющего вымотанного доктора, в разы усиливает проект — умную драму, полную юмора и боли». Оценка сериала на сайта Metacritic составляет 91 балл из 100 (на основе 20 рецензий), что приравнивается ко «всеобщему признанию».
Обозреватель еженедельника Radio Times оценил первый эпизод на 5/5, отметив: «комедийная драма впечатляет сильным актёрским составом, подкреплённым прилипчивым саундтреком в духе нулевых», на балл меньше поставил рецензент The Guardian, отметив, что он «не церемонится с изображением трудностей работы младшего медперсонала». Однако Рэйчел Кук из New Statesman сочла проблемой «непривлекательность» персонажей.
Эд Камминг из The Independent похвалил выбор Уишоу на главную роль. Также он отметил, что сериал не похож на другие медицинские драмы, такие как «Холби-Сити». Публицистка Evening Standard Кэти Россеински, похвалила шоу за «ностальгию по середине нулевых». Она также высоко оценила вклад Уишоу; отмечая, что уровень драматизма — хаотичен, но Уишоу «настолько притягивает к экрану, что всё кажется непринуждённым и аутентичным». Она добавила, что, хотя Уишоу является «якорем в вихре палаты», остальной актёрский ансамбль ему под стать. В частности Россеински похвалила Амбику Мод за её «выдающееся исполнение своей первой крупной роли на телевидении» и добавила, что Кадифф Кирван «отлично изобразил сверстника Адама — Джулиана». Журналистка пришла к выводу, что шоу представляет собой «глубоко проработанный трибьют, который то ужасно смешной, то душераздирающе грустный, то праведно гневный». Представитель журнала GQ Джек Кинг назвал историю Шрути «самым захватывающим и душераздирающим сюжетом шоу». Он высоко оценил актёрскую игру Мод и назвал её «первым по-настоящему впечатляющим прорывом 2022 года».
Руководитель отделения акушерства в Национальная служба здравоохранения Великобритании (NHS Trust) острова Уайт Джульет Пирс, высоко оценила сериал. Она описала его как «весёлый и душераздирающий», а также назвала «напоминанием о человеческих эмоциях, стоящих за каждым уставшим, напуганным и склонным к ошибкам медицинским работником». Джесс Филлипс, член парламента от лейбористской партии, похвалила сериал за то, что он осветил трудности работы в Национальной службе здравоохранения.
Некоторые зрители сочли сериал точным изображением быта в родильном доме, однако другие сочли его женоненавистническим. По словам Харриет Шервуд из The Guardian, некоторые зрители обвинили сериал в том, что роды изображаются как травматический процесс, а женщины — как бесправные, недееспособные существа, несведённые до уровня «кусков мяса». В свою очередь Милли Хилл, автор книги «Позитивное рождение» и сторонник «альтернативных» методов родовспоможения, обвинила Адама Кея и создателей шоу в сексизме. Она раскритиковал шоу за женоненавистничество. Некоторые беременные женщины сообщили в социальных сетях, что их акушерки посоветовали им не смотреть шоу.

## Награды и номинации
| Год  | Награда                           | Категория                             | Номинант              | Результат | Ссылка |
| ---- | --------------------------------- | ------------------------------------- | --------------------- | --------- | ------ |
| 2022 | Venice TV Awards                  | Лучший телефильм                      | This Is Going to Hurt | Номинация |        |
| 2022 | Национальная телевизионная премия | Лучший новый драматический сериал     | This Is Going to Hurt | Номинация |        |
| 2022 | Gotham Awards                     | Лучший сериал с длинным хронометражём | This Is Going to Hurt | Номинация | [ 37 ] |
| 2022 | Gotham Awards                     | Лучший актёр в новом сериале          | Бен Уишоу             | Победа    | [ 37 ] |
| 2022 | Премия журнала TV Choice          | Лучший новый драматический сериал     | This Is Going to Hurt | Номинация |        |
| 2022 | Премия журнала TV Choice          | Лучший актёр                          | Бен Уишоу             | Номинация |        |